# もんすたあ★レース
『もんすたあ★レース』（モンスターレース）は、コーエー（現コーエーテクモゲームス）が発売したコンピュータゲームのシリーズである。略称はもんレー（モンレー）。野生のモンスターを捕まえて育成し、他のモンスターと競走させるというシステム。第1作目は、コーエーの20周年記念作品として発売された。
また、2009年1月22日に発売されたニンテンドーDS用ソフト『モンスター☆レーサー』は『もんすたあ★レース』とキャッチコピーが同じであり、本作に登場したモンスターの一部が登場しているが、世界観の繋がりは無い。

## シリーズ一覧
- もんすたあ★レース（1998年3月6日発売、ゲームボーイ）
- もんすたあ★レース おかわり（1998年10月2日発売、ゲームボーイ）
- もんすたあ★レース（1998年12月17日発売、PlayStation）
- もんすたあ★レース2（1999年3月12日発売、ゲームボーイとゲームボーイカラー共通）

## ゲームシステム

### レース
レースには野生もんすたあとのレースである捕獲レースとレーサーとのレースの2種類がある。捕獲レースは野生もんすたあが自分のもんすたあを若干追い抜いている状況から始まり、ゴールまでに野生もんすたあを追い抜くことができれば勝ちとなり、勝てばもんすたあを入手できる。尚、ゴールまでに野生もんすたあを追い抜けなかった、もしくは野生もんすたあとの距離差が画面外まで広がると負けとなる。レーサーとのレースはスタート地点からお互いのもんすたあが走り始めて、先にゴールした方が勝ちとなる。なお『もんすたあ★レース2』では大会以外もレーサーとのレースコースを確認できる。

### かけレース
レーサーとのレースには通常のレース以外に自分のもんすたあを賭けて行うかけレースがあり、勝てば相手のもんすたあを入手できるが、負けると自分のもんすたあを取られてしまう。作中ではかけレースでしか入手できないもんすたあも存在しており、『もんすたあ★レース2』ではかけレースで相手から貰えるもんすたあの選択もできる。
危険なレースだが、かけレースにはショップに売られている「トプスのつの」を代わりに差し出すことでもんすたあを取られないという特別なルールも存在する。

### ミックス
ミックスとは、手持ちのもんすたあ2体を合体させて新たなもんすたあを生み出すシステムである。ミックスに使うもんすたあによって生まれるもんすたあも変化し、中にはミックスでしか入手できないもんすたあもいくつか存在する。
ミックスは世界各地に存在するミックス屋と呼ばれる施設で行うことができる。また、ゲームボーイ版の場合は、通信機能を用いて他の人のもんすたあと自分のもんすたあをミックスさせることができ（通信ミックス）、この方法でしか手に入らないもんすたあも存在する。
尚、ゲームボーイ版『もんすたあ★レース』ではミックスするもんすたあよりもミックスしたもんすたあの属性によって生まれるもんすたあが決まるようである。

### 地形
草、石、水、氷、火、ジャンプ、バランスの7つが、それぞれもんすたあの得意な地形と苦手な地形の判別として存在する。基本的にはスピードの値が高ければ良いのだが、さらに坂道や沼など走りづらい地形も存在するため、その様な地形ではパワーの値やガッツも重要になってくる。なお地形にはたいまつの様な火とジャンプの両方が絡む特殊な地形もある。

### 交代
もんすたあの地形による得手不得手を解消するため、走らせているもんすたあを控えのもんすたあと交代させて走らせることで、お互いの苦手な地形を補い合うことができる。交代できるまでの早さは落ち着きの値が重要になってくる。

### 階級
『もんすたあ★レース2』では実力によって階級が分けられている。
「フライ」、「バンタム」、「スーパーバンタム」、「フェザー」、「スーパーフェザー」、「ライト」、「スーパーライト」、「ウェルター」、「ミドル」、「スーパーミドル」、「クルーザー」、「ヘビー」からなる12階級制。手持ちもんすたあの最大所持数は階級によって異なり、フライは3匹、バンタム～フェザーが4匹、スーパーフェザー～ライトが5匹、スーパーライト～ヘビーが6匹となる。

## もんすたあの能力
もんすたあの能力には、能力値（スピード、パワー、おちつき、スタミナ）と特性値（地形の適性、能力値の上昇幅、ガッツ）、特技が存在する。

### 能力値
もんすたあの強さを表す値。レースに勝利し、経験値をためてレベルアップさせる、もしくは特定のアイテムを使うことで上昇する。
スピード　
レースにおけるもんすたあの速さと交代の速さに影響する。
パワー　
上り坂やしばふ等の地形における速さに影響する。
おちつき　
交代の速さとどかん等の地形における速さに影響する。この値がスピードより低いと交代が遅くなる。
スタミナ
レースで走ると徐々に下がっていく、スタミナが無くなると速さが極端に落ちる。
あずかりしょ等の施設や特定のアイテム、特技等で回復する。レベルアップや特定のアイテムで、最大値を上昇させられる。

### 特性値
もんすたあの種族ごとに固定されている値。能力値とは違いレベルアップで上昇することはないが、レース中のアイテムや特技で一時的に上昇させることは可能である。☆、◎、○、△の順に四段階で表示され、☆が一番高く、△が一番低い。
地形の適性
地形におけるもんすたあの得意さを表す。この値が高い地形では速さが上がるが、低い地形では速さが下がる。
草・石・水・氷・火・ジャンプ・バランスの7つが存在する。
ガッツ
ガッツが○以上のもんすたあは走りづらい地形を走っているときや、相手に追い抜かされている状態で速さが上昇する。
なお、ガッツが△のもんすたあにガッツの効果は一切生じない。

### 特技
特技とは、もんすたあがレース中に使うことのできる力であり、様々な効果がある。これによって、自身の能力を高めたり、相手の走行を妨害したりなど、レースの展開を有利に進めることが可能となっている。
ただし、レース中にもんすたあ1体につき通常は特技全体で1回のレースに一度しか使用することができず、お互いが同じ対象への特技を使用した場合には後からの特技が先に使われた特技の効果を打ち消すので、使用のタイミングが大きなポイントになる。
当然もんすたあによって使える特技は違い、どのもんすたあもレベルを上げることによって4つまで習得できる。
また、『もんすたあ★レース2』では、ミックスによって特技を受け継がせることができるようになり、これによってあるもんすたあが通常では習得できなかった特技もこの方法を利用することによって習得が可能となったため、育成や戦略のバリエーションが大きく広がった。
- 特技の例

ワープ
もんすたあのスピードが2倍になる。効果は長い。
いあつ
相手もんすたあのスピードが半分以下になる。効果は短いがゴール直前の追い抜きなどに有効とされる。
みちづれ
お互いのもんすたあのスタミナが0になる。『もんすたあ★レース2』の特技

## アイテム

### レースアイテム
『もんすたあ★レース2』では、レース中に一部のアイテムが使用できるようになった。レースアイテムには自分のモンスターに効果がある物（主に回復系や能力アップ系のアイテム）と相手のモンスターに効果がある物（主に妨害系のアイテム）の2種類がある。尚、1回のレース中に使えるレースアイテムは1つのみである。
- レースアイテムの例

イチゴ
走行中の自分のもんすたあのスタミナを20回復できる。レース中以外でも使用可能。
うそつき
相手のもんすたあを交代させる。
あいのムチ
一定時間、走行中の自分のもんすたあのスピードを上げるが、落ちつきが下がる。

### アクセサリー
『もんすたあ★レース2』からの追加要素で、1匹のもんすたあにつき能力や経験値の上昇など様々な特殊効果があるアクセサリーを1つつけることができる。
- アクセサリーの例

とくぎぶくろ
通常はレースで一度しか使えない特技を二度使うことができる。いあつで相手の速度を落としてワープで一気に追い抜くなど特技を組み合わせた行動も可能になる。

### アルバム
見つけた、もしくは捕まえたもんすたあの姿・得意な地形・生息地・もんすたあについての説明文等を見ることができるアイテム。見つけたことはあるが、捕まえていないもんすたあは姿しか見ることができない。『もんすたあ★レース2』ではアルバムにおけるもんすたあの番号の並び方が前作までと大きく変化している。

## 作品毎の特徴とストーリー
もんすたあ★レース（ゲームボーイ版）
ひょんなことからモンスターレーサーとなってしまった主人公の少年（レニー）が、各地を巡る旅をしながら、世界一のモンスターレーサーを決める大会である「ベリーベストカップ」へ参加し優勝を目指すという内容のストーリーになっている。この「ベリーベストカップ」という大会は、一年に一度開かれる伝統的かつ有名な大会であり、主人公が参加するこの年に、大会は第100回目を迎えた、という設定である。登場モンスターは全100種類。
もんすたあ★レース おかわり
前作とマップがほとんど変わらないが、登場人物や登場モンスターが増えている。また、モンスターの生息地や出現率、システム等にも多少の変更点が見られる（登場モンスターは3種類増え、全103種類に）。前作でライバルとして登場したキャラクターのバッチが主人公となっており、前作の主人公であるレニーがライバルとして登場する。前作のストーリーをバッチの視点から描いており、そのためストーリーも前作とは違った展開が用意されている。
もんすたあ★レース（PlayStation版）
上記2作品のリメイクとなっており、1本で2作とも遊べる内容となっている。ハードがPlayStationになったことでグラフィック・サウンド共に大幅に強化され、更に、前2作品で用意されていた通信要素に代わってメモリーカードを用いた対戦機能を実装している。基本的なストーリーとシステムについては変わっておらず、モンスターの種類は5種類増えて全108種類となった。また、PocketStationに対応したことで、セーブデータを使ったミニゲームが遊べるようになった。さらに交代時、スタート時にモンスターにボイスが付くようになった。
もんすたあ★レース2
ストーリーやマップはこれまでのシリーズとは全く違うものであるが、これは前作の100年前という世界観であるためで、街の名は殆ど前作と変わらない。世界一のモンスターレーサーを決める大会「ベリーベストカップ」の開催が王様により宣言され、主人公の少年（サミー）はそれに参加するため旅へ出る、という内容になっている。「どかん」や「てっぱん」といった特殊なレース地形が追加されたり、アクセサリという要素が加えられたり等、メインのレースシステム自体にも大幅な変更がある。モンスターの種類も増え、登場モンスターは全200種類となった。

## キャラクター

### もんすたあ★レース / もんすたあ★レース おかわり
レニー
『もんすたあ★レース』の主人公。小学5年生の少年。ベリーベストカップの開かれるパリスシティから離れた田舎町のモリソンタウンに住んでいる。モンスターレースは初心者なのに、優勝を目指す度胸も持っている。
バッチ
『もんすたあ★レース おかわり』の主人公。セントシティで暮らす小学5年生。両親が事故で亡くなり、残された兄弟たちのために、モンスターレースで賞金を稼ぐ。口は悪いが、本当は優しい子である。
シンディ
世界中どこへ行っても知らない人はいないほどのスーパーアイドル。小学生ながら多忙な日々を送る。彼女に会いたがっているファンもたくさんいる。レイラとは大の仲良し。
ベニオ
モンスターレースでの世界征服を企む高校1年生。もんすたあのことならなんでもおまかせの研究者でもある。妹が一人いる。
『おかわり』では既に絶滅したもんすたあである「ゴリポン」を復活させている。
カッピー
大のシンディファンで、ストーカーのようにつきまとっている。ボーッとした性格で、シンディと結婚することをいつも夢見ている。本名はカピタ。
モンスターレースの腕前は高く、作中ではドンドンシティカップ準優勝、試練島にいるモンスターレースの達人達を倒すといった実績を上げている。『おかわり』ではネスの手下として登場する。
仙人
裏ボス的存在。勝利すると切り札のバランをくれる。第1回ベリーベストカップの優勝者。ウエルスタウン出身。実は『もんすたあ★レース2』の主人公と同一人物。

### もんすたあ★レース おかわり
レイラ
町から町へと移動するアクアサーカスの看板娘。町でもウワサの美少女。何度も転校を経験しているが、小学3年生のときは、バッチと同じクラスだった。
センジー
バッチにモンスターレースを教えた人であり、育ての親でもある。バッチ兄弟を引き取って、セントシティで一緒に暮らしている。
黒いシルクハットをかぶって白いタキシードを着た中年男性の姿をしている。育ての親であるがバッチを騙している悪人としてデザインされていたが、実際のゲーム内ではこの設定は使われずに、最後までバッチの味方として登場する。
パタオ
ベニオの従兄弟。ベニオと仲が良い。ベニオからゴリポンを渡されるが、もんすたあを集めているわけではないので困っていた。
ネス
自分が世界一美しいと思っているナルシスト。すごい筋肉が自慢。自分よりも美しい人が許せないため、美少女と評判のレイラを誘拐し、不細工にしようと企む。カッピーの親分的な存在であり、モンスターレースの腕前はカッピー以上に高い。

### もんすたあ★レース2
サミー
『もんすたあ★レース2』の主人公。ウエルスタウンに住む小学5年生の少年。ポールとは幼馴染。ベリーベストカップへ出場するため旅に出る。嘘をつくと鼻がふくらむという癖も。パンタロンがお気に入り。前作に100歳を越える仙人として登場している。
デップ
小学5年生の少年。父親への借金取りを追い返すうちにレースの腕を上げた。サミーと同様ベリーベストカップへ参加するために旅へと出る。
ジン
キーラタウンで出会うモンスターレーサー。サミーやデップと協力してピラミッドに眠るとされる伝説のもんすたあを手に入れようとする。
ケイ
小学5年生。シルバタウンに住む少女。街に居座るサ組を追い払おうと、街の人々の先頭に立って運動を展開している。
トーイチ
サミーが困ったとき、神出鬼没に現れてはヒントを残して立ち去る謎の人物。
サムエルソン
トーイチを追う謎の老人。
ポール
サミーの幼馴染となる少年。当初はサミーと2人で旅に出る予定だったが、両親の反対に遭った。旅に出るためにデップの父親に会いレースの腕前を認められに行こうとするが、デップに敗北したため会わせてもらえず結局旅に出られなかった。
テレサ
ドンドンシティに住む少女。母親がショップを経営している。ある者の策略により、「きんのつぼ」を盗んだとあらぬ疑いをかけられてしまう。
ジュニア
「よこしまや」の御曹司。エバータの息子。性格は嫌味ったらしいが、実はかなりの泣き虫。最後まで主人公に嫌がらせを続けたが、一応良心はあったようで、自分で邪魔しておきながら主人公がベリーベストカップに本当に出場できなくなった時には泣いて謝った。レースに関しても威張るだけの実力を持っている。
エバータ
大手ショップ「よこしまや」の社長。全てのショップを「よこしまや」にしようと企んでいる。レースの実力はジュニアを上回る。
シュン
サボテン型のもんすたあ「サボテンテ」を愛でる集団、「サ組」のボス。セントシティにサ組本部を構える。サ組のメンバーがベリーベストカップに優勝することでサ組を有名にして、サ組のメンバーを増やすために優秀なモンスターレーサーを仲間に入れようと企む。切り札は「サルサボテン」で、指定コースは砂属性の地形が多い事もありかなりの強さ。
カキ
オネストタウンで一番の腕前を持つモンスターレーサー。妹思いの性格をしている。
王様
世界一のレーサーを決める大会、「ベリーベストカップ」の開催を宣言した人物。彼のもんすたあ「ギラトプス」は、かなり速いことで有名。大臣に指摘され交代の制度を取り入れた。パリスシティの宮殿にいるとされる。
おじじ
世界で初めてヘビー級のランクになった男。エンディング後に行けるヘビー級の島に住む。今作における裏ボス的存在。

## 登場もんすたあ
番号は『もんすたあ★レース2』のアルバムにおける順番である。
No.001ポニーラ
帽子をかぶった仔馬のようなモンスター。母親の尻尾を追いかける甘えん坊な面がある。
No.002キャローラ
額の角にニンジンが刺さったユニコーンのような形のモンスター。いつも自分の角に刺さったニンジンを食べたいと思っている。ポニーラの進化後。
No.003サーラ
たてがみや尻尾がクジャクの羽のような形をした馬型のモンスター。走る姿はとても美しいという。キャローラの進化後。
No.004スワローラ
木や藁で作ったような馬型のモンスター。寒さに強い身体を持つ。ポニーラの『せんぞがえし』後。
No.005ハニワンテ
ハニワのような形をしたモンスター。時々、体の中から不気味な笑い声が聞こえるらしい。
No.006サボテンテ
サボテンのような形のモンスター。頭部についた花のようなものが耳の役割を果たす。ハニワンテの進化後。
No.007サルサボテン
サボテンテが2匹で肩車をして1匹のモンスターになった。上のサボテンテがマラカスを持っていて、下のサボテンテがギターを持っている。サボテンテの進化後。
No.008シーズン
全身の羽毛がタネでできた、ヒヨコ型のモンスター。いつもタネを振りまきながら歩く。
No.009シートトン
やや大型の水鳥のようなモンスター。ちょっとボーッとした性格。シーズンの進化後。
No.010シーミング
フラミンゴのような形をしたモンスター。一本の足で立ったり走ったりするため足の力が強い。シートトンの進化後。
No.011ピーペン
ピンク色のペンギンのような形のモンスター。いつも氷の上を滑って遊んでいる。
No.012ペンタット
藍色のペンギンのようなモンスター。いつも氷山の上に立ち、鋭い目を光らせている。ピーペンの進化後。
No.013エンペット
王冠とペンダントを付けたペンギン型のモンスター。ピーペンやペンタットの間では王様と呼ばれている。ペンタットの進化後。
No.014プチワ
子犬のような形のモンスター。まだ小さいモンスターなので動くものを見ると何でも飛びつき、自分の尻尾を追いかけてぐるぐる回ることもある。
No.015フワワ
とても大きな尻尾を持つピンク色のモンスター。プチワの進化後。
No.016フワワン
大きな耳と長い尻尾を持つピンク色のモンスター。その長い尻尾で体のバランスを取る。フワワの進化した姿。
No.017ハネムチャ
鳥と同じ性質の羽を持ち、軽やかにジャンプができるモンスター。
No.018ハネムササ
草とジャンプの2つの地形を得意とするモンスター。額の触覚で風の流れを感じ取る能力がある。ハネムチャの進化後。
No.019ハネムソウ
虫のような翅を持ち、古代から風を操ることができるといわれるモンスター。ハネムササの進化後。
No.020ウインリュー
翼の生えた青い竜のようなモンスター。翼が大きいために風を受けると飛ばされやすい。
No.021ウインバーン
青い体と白い角と水色の3つの翼のある竜の姿をしている。ウインリューの進化後。
No.022ワタピイ
手に綿毛のようなものを持つ、のんびりとした性格のモンスター。
No.023コットピイ
鳥のような形をし、尻尾の先端が綿毛のようになったモンスター。群れを作り、高山で暮らす。ワタピイの進化後。
No.024ウインピイ
大きな翼と綿毛のような尻尾を持つモンスター。尻尾を水につけて釣りをするのが趣味。
No.025トプチャ
鼻の頭に小さな角を持つ赤ちゃんモンスター。負けん気が強い。
No.026トプス
トリケラトプスのように鼻の頭に角が生えたようなモンスター。どんなに固い地面もガリガリと掘ることができる。トプチャの進化後。
No.027ギラトプス
ドリル状の角が鼻の頭に生え、更に2本の角を持つトリケラトプスのようなモンスター。固い全身を利用して岩を砕き、石を主食としてバリバリと食べる。トプスの進化後。
No.028ウリラ
おしゃぶりをはめた、ピンク色のウリボウのような赤ちゃんモンスター。
No.029ウリラン
ピンクの体をして、背中に模様を持つウリボウのようなモンスター。元気だが少々落ち着きがなくよく物にぶつかる。ウリラの進化後。
No.030グモラン
大きな牙を持つイノシシのようなモンスター。ウリランだった頃よりも落ち着きが出るようになり、自分でもしっかりしようと思ってはいるが、それでもたまに物にぶつかる。ウリランの進化後。
No.031チビノコ
尻尾の先端に、卵の殻をつけた小型のヘビのような形のモンスター。尻尾についている卵の殻を全部食べるとノコノコに進化するといわれる。
No.032ノコノコ
緑色のヘビのような形のモンスター。ノコノコにかまれるとぐっすり眠ってしまうという。チビノコの進化後。
No.033オロロ
龍のような姿のモンスター。沼の守り神で、自由自在に風を読んだり雨を降らせたりすることができる。ノコノコの進化後。
No.034イモムー
緑色の芋虫のような形のモンスター。得意地形はないが、走ることは好きでガッツはある。
No.035ツバサ
透き通った羽と七色の触覚を持つモンスター。イモムーの進化後であり、かなり強力な能力を持つ。
No.036シャンスン
球根のような形のモンスター。根っこのような足がまだ小さいため、支えきれずに体が揺れてしまう。
No.037シンメット
少し発芽した球根のような形のモンスター。いつもあちこち散歩している。シャンスンの進化後。
No.038ジュモック
大木のような形をしたモンスター。いきなり走り出して人を驚かせるのが好きな性格をしている。シンメットの進化後。
No.039フライート
ハエトリソウのような体に、大きな目玉が1つ付いたモンスター。いつもその大きな目でエサを探している。
No.040ワタモコモ
羊のような形状をした、木から生まれたモンスター。根を張る土地を探して移動する。フライートの進化後。モチーフはバロメッツだと思われる。
No.041キウピ
キウイフルーツと鳥のキウイを組み合わせたような形のモンスター。渦を巻いた口をアリの巣にさして食事をする。
No.042ターピー
キウイフルーツの体に鳥の頭部が組み合わさったような形のモンスター。首を後ろに回すことができる。キウピの進化後。
No.043トロンピー
太い脚を持つ鳥型のモンスター。どんな荒れ地でも走ることができる。
No.044ダンマル
青いダンゴムシのような形をしたモンスター。小心者で、すぐに体を丸める癖がある。
No.045マルレレラ
マルレラのような形をしたモンスター。水に入ると長いひだが色とりどりに光る。ダンマルの進化後。
No.046クラケン
角を持つクラゲ型のモンスター。いつもゆらゆら揺れながら一日を過ごす。
No.047ケチャパー
旗付きつまようじと鉢巻をつけた、タコ型ウィンナーのような形をしているモンスター。威勢だけは誰にも負けない。
No.048カチュトパス
殻のようなものを持つ、タコ型のモンスター。足の吸盤の力が強く、どんな高い場所も登ってしまう。ケチャパーの進化後。
No.049イカンガー
イカがヤリを持ったような姿のモンスター。頭の先端も尖っており、自分の気に入らないものは何でもそれに突き刺してしまう。カチュトパスの進化後。
No.050ムッスー
ハートマークが逆さになったような形に、手足と尻尾が生えたモンスター。
No.051キャッピー
ハートマークに手足と尻尾が生えたような形のモンスター。
No.052コカトサト
コカトリスとニワトリを組み合わせたような形のモンスター。
No.053ウーニャ
水色の体をし、先端がくるりと丸まった尻尾を持つモンスター。尻尾には自分の体を持ち上げるほどの力がある。
No.054チリッチャ
リスのような形をした、体の細長いモンスター。全身が、なめらかで触り心地のよい毛皮で覆われている。
No.055ブヨヨン
緑色のスライムのような形のモンスター。毎日ぼーっとしていたため、体の形が崩れて水溜まりのようになってしまった。
No.056ゾルゲルン
スライムのような形をした黄土色のモンスター。進化してやっと体を立ち上げてやる気を出すようになった。ブヨヨンの進化後。
No.057ワラジー
草鞋の形をした、双子のモンスター。頑固なのでよく互いに喧嘩をするが、走る時の息はぴったりである。
No.58シューズナ
運動シューズのような形をしたモンスター。走るのが好きで、気合を入れるためにいつも鉢巻をしている。ワラジーの進化後。
No.59トルポン
チェスのポーンの駒のような形のモンスター。昔の職人が作ったモンスターだというが、今では作れる人が居ないので貴重とされる。
No.060ルーカス
チェスのルークの駒のような形のモンスター。頭部には大砲が付いている。曲がったことが嫌いで、素直な性格であるためにどんなカーブも直角に曲がろうとする。トルポンの進化後。
No.061キングストン
チェスのキングの駒のような形のモンスター。いつも玉座に座って偉そうにしているが、家に帰ると怖い奥さんが居るという。ルーカスの進化後。
No.062マネコ
招き猫が座布団に乗っているような形のモンスター。人に幸福をもたらすと言われる。
No.063ワニャン
怪獣のような形をしている小型のモンスター。
No.064ワギャラ
とさかを持つ、怪獣のような形のモンスター。温泉が大好き。ワニャンの進化後。
No.065ワギャドス
恐竜のような形のモンスター。ワギャラの進化後。
No.066ササユキ
耳が葉っぱでできた雪うさぎのような形のモンスター。雪の上なら軽やかに走ることができる。
No.067クマミー
タキシードを着たクマのぬいぐるみのような形のモンスター。
No.068ホネラス
恐竜の骨格のような形のモンスター。
No.069モク
煙のような形のモンスター。火山の噴火の後に出る煙が集まってできた。
No.070クラウダー
全身が黒い雲に覆われたモンスター。その雲の下に本当の正体が隠されているというが誰もまだ見たことがない。モクの進化後。
No.071ニュードー
黒い雲が人のように直立したような形状のモンスター。稲妻をまとって鳴くために他のモンスターを驚かしてしまうが、本当は優しい性格。クラウダーの進化後。
No.072マーチ
おもちゃの兵隊のような形のモンスター。昼間は賑やかに行進し、夜には眠る子供を守るという役目があるという。
No.073ドーケシー
ピエロの人形が玉乗りしているような形のモンスター。ピエロの仮面の下は誰も見たことがないというが、実は同じ顔らしい。マーチの進化後。
No.074カラクリン
からくり人形に車輪が1つ付いたような形のモンスター。ドーケシーの進化後。
No.075カイロロン
全身が貝で覆われているモンスター。走るとコロンコロンという綺麗な音色を出す。
No.076バルバルン
バルーンアートで作られた犬のような形のモンスター。風船が集まってできているために体は軽い。
No.077ポップン
音符のような形をしたオタマジャクシ型のモンスター。音楽が大好きでいつも音楽に合わせて飛び跳ねている。
No.078ウッチー
ピンク色の体に羽が生えたような形のモンスター。ぷよぷよとした体で、一度跳ねると何もせずともずっと弾んでいることができる。ポップンの進化後。
No.079ピッゲル
メガネをかけた蛙のような形のモンスター。いつも雨で体を濡らしており、梅雨の時期は仲間を集めて一斉に歌って喜ぶ。ウッチーの進化後。
No.080バネジャック
バネ状の足を持つモンスター。砂の中で暮らし、危険が迫ると相手に砂をかけて逃げる。
No.081モグドリル
バネ状の足をしており、自分の前方に向けてドリルを付けたような形のモンスター。体の前のそのドリルでどんな固い岩も粉々にする。バネジャックの進化後。
No.082モグダグ
キャタピラを持ち、ドリルやツルハシなどを付けた機械型のモンスター。超強力なドリルでトンネルを掘るのが趣味だという。
No.083レッサー
レッサーパンダのような縞模様の太い尻尾を持つモンスター。マイペースな性格でその尻尾をクッション代わりにし、どこででも休んでしまう。
No.084モジャット
全身が紫色の長い毛で覆われたモンスター。この長い毛は手の代わりに何でもすることができる。
No.085モジッチャ
帽子を目深にかぶった、ふさふさした体のモンスター。トレードマークの帽子で隠れているつもり。モジャットの進化後。
No.086ポポン
紫色のネズミのような形のモンスター。ジャンプ力があり、自分の体の10倍の高さを飛び越えることも可能である。モジッチャの進化後。
No.087ツメランナー
4つの巨大なツメを持つ、カニのような形のモンスター。どんな崖もツメではさみながら登る。
No.088ブクブク
全身が泡に包まれたカニのような形のモンスター。進化の途中で脱皮の最中であり、やわらかい体を守るために泡によって隠れている。ツメランナーの進化後。
No.089ガニガラン
4つのはさみを持ったロブスターのような形のモンスター。体は大きくなったが心は臆病なままで、後ろ向きで走る。ブクブクの進化後。
No.090マウロック
背中にトゲの生えた、ネズミのような形のモンスター。固い背中で岩に傷を付け、仲間同士の縄張りのサインにしている。
No.091コロスター
土で出来た玉を後ろ足で転がして運ぶモンスター。実はこの玉の中に幼虫を飼っていて、それを大事に育てている。
No.092ツノスター
カブトムシのような形のモンスター。大きなツノで巨大な岩を運ぶ。コロスターの進化後。
No.093パワスター
金色のカブトムシのような形のモンスター。力の強さはどのモンスターにも負けない。ツノスターの進化後。
No.094キャンキャン
包み紙にくるまれた大きなキャンディが頭になったようなモンスター。そのキャンディ状の頭が大きすぎてうまく走れないのが弱点。
No.095サラドン
茶色いトカゲのような形のモンスター。熱い砂の上で体を温めないと動くことができなくなってしまう。
No.096ゴドドン
背びれがびっしりと並んだような、恐竜のような形のモンスター。サラドンの進化後。
No.097デインドン
ディメトロドンのような形をしたモンスター。光の角度で色が変わる背びれを持つ。ゴドドンの進化後。
No.098ゴラウス
8本の足を持ち、二段重ねの甲羅を持った亀のような形のモンスター。
No.099マトマット
トマトに顔と手足が付いたような形のモンスター。畑のトマトがレースに出たいと考えて、畑を出てモンスターになってしまった。
No.100ナマゾウ
ナマズのような形のモンスター。普段は水の中で過ごすが、陸に上がるためにそのヒゲを鍛えて足のようにして歩けるようにした。
No.0101ナゾベー
鼻行類のように鼻を使って歩くモンスター。手足が退化してきていることが鼻で歩くその原因だという。
No.102チクタク
目ざまし時計に手足が生えて、カナヅチを持ったような形のモンスター。眠ってしまいそうな人がいると、どんなに遠くでも走っていって起こす。
No.103プピット
長い耳を持つカンガルーのような形のモンスター。その耳をプロペラのように回転させて空に浮かぶことができる。
No.104フービット
長い耳が絡みあってプロペラ状になった、カンガルーのような形のモンスター。その長い耳を振り回してカマのように草を刈り、その草で丸い巣を作る。プピットの進化後。
No.105モアイアン
ピンク色のモアイ像に、耳と足が付いたようなモンスター。丘の上に座ってじっと海を見るのが好き。『月刊コロコロコミック』で行われたモンスターデザインの募集により採用されたモンスターの一匹。
No.106マジロン
背中が葉っぱに覆われた、アルマジロのような形のモンスター。好奇心旺盛で、何にでも興味を持つ。
No.107タヌドン
額に葉っぱを乗せ、葉っぱのような耳と長い鼻を持つタヌキ型のモンスター。色々なものに化けるのが得意。
No.108シャリアン
車輪に手と目が生えたような形のモンスター。回転しながら走るので山登りは得意ではないが、近所の崖をいつか登りきることが夢。
No.109ヒシャリアン
トゲ状のものがついた車輪に、更に手と目が生えたような形のモンスター。進化して炎を全身にまとうようになった。
No.110シャンドラー
燭台のような形のモンスター。いつも蝋燭状の頭が燃え盛っているが、その炎が消えることはない。
No.111パンロス
上半身が人の形で、下半身が馬の足の形になっている、半人半馬型のモンスター。笛を手にしており、いつもそれを吹いている。その音色は不思議な力を持つとされる。モチーフはギリシャ神話のパーンとサテュロスだと思われる。
No.112パックラビイ
上半身が人の形で、下半身が馬の足の形になっている、半人半馬型のモンスター。特別な蹄の力で水に沈むことが無く、海の上を軽やかに走ることができる。
No.113モゴロン
丸い芋虫のような形のモンスター。レースに勝つと地面に体をこすりつけるようにくねらせて喜ぶ。
No.114ゴロンボ
頭に角が2本生えた、ムカデのような形のモンスター。長い体をしていて、自分の足がの数を数えようとすると体が絡まってしまうため、何本の足があるのかは誰も知らない。モゴロンの進化後。
No.115ハルゲニン
ハルキゲニアのような形のモンスター。先に化石が発見され、解明されるまではどちらが前でどちらが後ろなのかずっと分からなかった。
No.116ウイワクン
ウィワクシアのような形のモンスター。一度ひっくり返ると自分の力では起き上がることができない。
No.117スズリン
鈴に、虫の手足や顔がついたような形のモンスター。秋の夜長にはスズリンの鳴き声をよく聞くことができる。
No.118ハーピュル
背中にハープを背負ったモンスター。音楽を言葉の代わりに使う。スズリンの進化後。
No.119モー
屈んだポーズの人型に近い形をしたモンスター。広い場所をのんびりと歩き回るのが大好き。
No.120カンジイ
かんじきのような形のモンスター。吹雪の雪山を一日中走り回ることができる。
No.121アイサー
アイススケート靴のような形をしたモンスター。走って疲れた後は物干し竿にぶら下がって休むのがお気に入りらしい。カンジイの進化後。
No.122シャドウ
鋭く尖った長い耳や鋭い爪、赤い目を持つ紫色のモンスター。暗闇の中で目を閉じてじっと潜んでいるが、闇の中でシャドウが目を開くと、その目は赤く光って見える。
No.123グモウ
蜘蛛のような形をしたモンスター。グモウの出す糸はどんなに強い火にも溶けないので貴重品とされる。シャドウの進化後。
No.124ヒノッコ
頭に炎が燃え盛っている、小人のようなモンスター。他のモンスターがよく松明と間違えて暖まりに来るため困っている。
No.125ラトポム
頬袋の大きな、齧歯類型のモンスター。大きな頬袋の中に食べ物をたくさん詰めて、食べながら走る食いしん坊である。
No.126パンピョン
風船のような形のモンスターで、息をたくさん吸い込んで体を膨らませることで、空にふわふわ浮かぶことができる。
No.127ククル
長い耳を持つ、鹿のような形のモンスター。岩の斜面を住処にしている。
No.128クールー
2本の長い角がねじれて絡み合った、鹿のような形のモンスター。高い木の枝に飛びついて葉っぱを食べるためジャンプが得意になった。ククルの進化後。
No.129ピクック
くちばしやクジャクの羽のような尻尾を持つ、鳥と獣が組み合わさったような形のモンスター。自慢の尻尾が少しでも汚れるときれいな泉の水で洗う。
No.130ニャントラ
虎柄の猫のような形のモンスター。足の裏がとても柔らかく、足音を立てずに走ることができる。
No.131ガオマイガ
獅子舞の獅子のような形をしたモンスター。おめでたい時にはどこからともなく現れて、人々の悪い運を払う。ニャントラの進化後。
No.132アイキュス
直立してローラースケートを履いた、狐のような形のモンスター。人の姿に化けて色々なことを勉強し、モンスターレースも上手になろうとしている。
No.133ウミュック
ウーパールーパーのような尻尾や、水かきを持つ水棲型のモンスター。おとなしい性格で、きれいな水辺の近くに巣を作る。
No.134シーラ
4本の足が生えた、魚のような形のモンスター。満月の夜に水面から飛び跳ねるシーラを見ると願い事がかなうといわれている。
No.135ボンナス
お盆に用いられる茄子の精霊馬のような形をしたモンスター。人の目には見えない道を走ることができるといわれ、その道はあの世に続いているという噂もある。
No.136プバモス
直立したゾウのような形のモンスター。人懐っこい性格ですぐにじゃれついてくる。
No.137キャペット
直立したネコのような形のモンスター。キャペットが顔を洗うと雨を降らせることができるというが、キャペットは自分の体が濡れるのは大嫌いである。
No.138エイコマ
ドングリに顔と手足が生えたような形のモンスター。いつも回転しているので目が回っている。
No.139ヒーロン
マントを付けた、ハムスターのような形のモンスター。自分のことをヒーローだと思っている。
No.140ヒロイック
ヒーロンが「へんしんベルト」を使用して進化したモンスター。本物のヒーローになったと思い込んでおり、悪の組織と戦うことを目標としている。
No.141ミューシイ
背中に翅を持つ、妖精のような姿をしたモンスター。ミューシイが生まれると必ず近くに1つの白い花が咲くといわれる。
No.142リューシア
背中に翅を持つ、妖精のようなモンスター。まるで女性のような姿で、森の奥の宮殿で女王として暮らしている。ミューシイの進化後。
No.143リュースタル
体が水晶で構成されたモンスター。体を動かすと辺りに光がキラキラと舞い散る。
No.144ショースター
水晶玉のような形のモンスター。その瞳は未来を見通す力があるといわれる。
No.145ミリュン
恐竜のような形をしたモンスター。まだ子供で、目についたものは何でも噛みついて食べ物かどうか確認する。
No.146カリュドス
直立した、赤い翼竜のような形のモンスター。いつもは火山の火口に住んでおり、めったに人前に姿を現さない。
No.147ミリュア
翼を持つ、竜のような形のモンスター。海底に住んでおり、陸に用事がある時は渦巻きを作り、その中から現れる。
No.148ガンリュウ
地を這うように進む、翼竜型のモンスター。人が入れないような山奥に住む。
No.149パレオン
翼の生えた、ライオンの子供のような形のモンスター。100年に一度しか生まれず、貴重とされる。
No.150マレオス
サソリのような尻尾と、コウモリのような翼を持ったライオン型のモンスター。睨みつけるだけで獲物を動けなくさせる不思議な力を持つ。パレオンの進化後。
No.151フアレオ
翼を持つ、スフィンクスに似た姿のモンスター。人間よりも賢く知識が豊富。
No.152キメレオウ
頭を3つ持つキマイラに似た姿のモンスター。一年中雪に覆われた山の頂上に住んでおり、吠えると雪崩を引き起こす危険がある。
No.153ガルフ
子犬のような形のモンスター。まだ子供だが、狙った獲物は絶対に逃さない。
No.154ガルオン
ライオンのようなたてがみを持つ狼型のモンスター。体が石でできており、じっとしているとまるで彫刻のようだという。ガルフの進化後。
No.155ビュータッツ
竜巻のような形をしたモンスター。じっとしているのが苦手で、いつもフラフラしている。
No.156カモナッツ
ピーナツとカモノハシを組み合わせたような形のモンスター。2匹のカモナッツが出会うと尻尾をぴょこぴょこさせて挨拶をする。
No.157シエルキー
アザラシの皮をかぶった妖精モンスター。普段は海で泳いでいるが、陸に上がる時は皮を脱いで人間のふりをする。姿と名前のモチーフはスコットランドに伝わる妖精のセルキーだと思われる。
No.158シールワン
牙と大きな耳を持つ、トドのような形のモンスター。海の中のことであれば、どんなに離れた場所の出来事も何でも知ることができる。シエルキーの進化後。
No.159ネコタマ
尻尾が2本ある、ピンク色の猫のようなモンスター。動きはとてもしなやかで優雅だが、魚を見せられるとすぐに飛びついてしまう。
No.160デスゴン
フードをかぶった死神のような姿で、カマを手にしたモンスター。暇があると持っているカマを研いでいる。
No.161プーユ
豚の形をした、蚊取り線香の容器型のモンスター。お腹の中に火種を貯めており、それをエネルギーにしている。
No.162モルビット
リュックを背負ったモルモットのような姿のモンスター。背中のリュックには宝物が詰まっている。
No.163ミラクン
ミイラのように全身に包帯を巻き付けたモンスター。
No.164スイーピイ
箒型のモンスター。魔法の箒なので自由に空を飛ぶことができるが、プライドが高く人に使われることを嫌がる。
No.165ヤカンラー
ヤカンにキャタピラーを付けたような形のモンスター。お湯が冷えてくると、ストーブの上で温めてもらわなければ動けなくなってしまう。『月刊コロコロコミック』で行われたモンスターデザインの募集により採用されたモンスターの一匹。
No.166デビルン
先端がとがったような尻尾を持つタスマニアデビルのような姿のモンスター。体は小さいが性格は獰猛である。
No.167ハヤテン
長い脚と長い尻尾を持つモンスター。この長い脚でどんなに高い場所もひょいひょいと走っていく。
No.168イービー
緑色のトカゲが宝石やマントで着飾ったような形のモンスター。悪者が強いと思い、世界一の悪者に憧れている。
No.169ネジャピイ
尻尾がぜんまいになった、ヒヨコのような形のモンスター。
No.170レギャック
ツララのように透き通った牙や背中のトゲを持つ、ネコ科のような姿のモンスター。牙やトゲは鋭い切れ味だが、他のモンスターが見とれるほどの美しさである。
No.171カエン
肉食獣のような顔立ちで、頭に2本の角を持ち、足元には火をまとったモンスター。火をエネルギー源とし、これを食べて暮らす。
No.172メカドン
キャタピラに腕が生えたような形のモンスター。パワーをためている段階であり、進化して体ができるのを待っている。
No.173メガロン
キャタピラー付きのロボットのような形のモンスター。メカドンから進化して動きが良くなったので、レースで力を試したいとうずうずしている。
No.174プーパピー
リスのような姿をしたモンスター。長い尻尾を使って気にぶら下がるのが得意。
No.175エンバン
円盤に手足が生えたような姿のモンスター。
No.176ビューガン
弾丸のような形をした体の後ろから、かなりの勢いの炎を出すモンスター。
No.177バッフア
片方の角が折れた、バッファローのような姿のモンスター。片目の傷は、古代から戦士の証だと言われる。
No.178ウサッド
ピンクのナキウサギに青いトゲが生えたような形のモンスター。
No.179サゾット
大きな口を開けて直立した、サソリのような形のモンスター。
No.180ロックン
四角い箱型の体に頭や手足の付いた、巨大なロボット型のモンスター。
No.181ローラルー
2匹で1匹のローラースケート型のモンスター。
No.182ブレイダー
緑色のローラースケート型のモンスター。自分のスピードを自慢するのが好きだが、大勢の人が見ていないと本気を出そうとしない。ローラルーの進化後。
No.183シーミャ
巻貝のようなモンスター。涼しいところが好きで、暑い時は自分の殻がらに入って外を眺めている。
No.184ギャメロック
たくさんのこぶがある甲羅を持つ亀のようなモンスター。背中のこぶはとても堅く、ダイヤモンドにも勝ると言われる。
No.185ゴリポン
ゴリラのような形をしたモンスター。全身を覆う暑い毛皮のおかげで火に強く、どんなところでも火傷することはない。
No.186スペイドン
トランプのスペードのマークのカードに、頭と手足が生えたようなモンスター。とても気まぐれな性格のモンスターで、コロコロと持ち主を変える。
No.187アルバット
飛行機のような形をしたモンスター。実際は飛べないのだが自分は飛べると思い込んでおり、世界一周の夢を持っている。
No.188パイナックル
パイナップルのように黄色い体をし、頭と腕にギザギザしたパーツを持つモンスター。気が強いため、気弱なレーサーの言うことは聞いてくれない。『月刊コロコロコミック』で行われたモンスターデザインの募集により採用されたモンスターの一匹。
No.189マーキット
カマキリのような形をしているモンスター。とてもきれい好きで、庭に置くと巨大なカマで雑草を刈り取ってくれる。
No.190ホバート
ホバークラフトのような形をしたモンスター。陸でも水上でも大丈夫で、巨大なプロペラで体を浮かせて走る。
No.191テドット
鋭く2つに尖った頭と、小さな翼を持っているモンスター。頭から水に潜ると不思議な形の波紋を作る。
No.192ゾウジル
ゾウとポットを組み合わせたような形のモンスター。鼻の先から吹き上げる蒸気は時々汽車の音に間違えられる。
No.193ピーリイ
ピンク色の細いネコのような形のモンスター。綿毛のように身が軽く、草の上も音を立てずに走る。
No.194グーグ
くちばしを持った黄色いモンスター。めんどくさがりな性格で、眠い時に人が通りかかると、背中に飛びついて運んでもらおうとする。
No.195ホーク
鎧と剣を装備した鳥型のモンスター。騎士の魂を持っていると言われ、プライドが高い。
No.196メタレット
全身が金属できた馬型のサイボーグモンスター。青く輝いており、立ち姿はとても美しい。
No.197ガドラック
体が龍のうろこで覆われた馬型のモンスター。炎の中で暮らしている。
No.198ルナソー
エイのような形のモンスターで、ノコギリのようにギザギザした2つのパーツが特徴的。空中を泳ぐことができるという不思議な能力を持つ。
No.199ジューオウ
ねじれた角のあるライオンのような形のモンスター。王者のような風格で見るものすべてを圧倒する。
No.200バラン
とさかと翼を持つ馬型の恐竜のようなモンスター。太古の昔から生息しており、「生きた化石」といわれている。